# Nekrolog 1240
Nekrolog
◄◄
| ◄
| 1236
| 1237
| 1238
| 1239
| 1240 | 1241 | 1242 | 1243 | 1244 | ► | ►►
Weitere Ereignisse | Allgemeiner Nekrolog 1240
Die Beschreibung der verstorbenen Person sollte so kurz wie möglich gehalten sein und nur deren signifikante Tätigkeit(en) enthalten.
Neue Namen ggf. auch unter dem Geburts- und Sterbedatum, also etwa unter 1. Januar und im Geburts- und Sterbejahr (2024) eintragen (nur bei entsprechender großer Wichtigkeit). Für Beispiele siehe die schon vorhandenen Artikel.
Außerdem über die fünf zuletzt Verstorbenen, zu denen es einen ausreichend guten Artikel für eine Präsentation auf der Hauptseite gibt, nach der todesbedingten Überarbeitung der Artikel ggf. auch unter Wikipedia Diskussion:Hauptseite informieren und sie am besten auch in den anderen Wikipedia-Sprachversionen eintragen. Tipp: Regelmäßig bei news.google.de nach „ist tot“, „gestorben“ oder „verstorben“ suchen.
Wenn eine Person gestorben ist, gibt es viele Seiten zu dieser Person in der Wikipedia, die davon auch betroffen sind und entsprechend aktualisiert werden müssen. Beispiele: Namenübersichtsseite, Geburtsjahr, Geburtsort-Seiten und viele mehr.
Wie finde ich die betroffenen Seiten?
Im Suchfeld auf der linken Seite gibt man den Suchbegriff so ein: „Vorname Nachname“. Dann klickt man auf Volltext und alle Seiten mit entsprechendem Suchtext werden aufgerufen. Hier sieht man dann schnell, wo auch das Todesjahr Sinn macht oder sogar ein Teil des Artikels angepasst werden muss. Auch hilft das „Werkzeug“ auf der linken Seite sehr gut, um solche Seiten aufzufinden: „Links auf diese Seite“. Somit ist die Wikipedia wieder aktuell in allen Bereichen! Hinweis: bei Eintragung der Kategorie „Gestorben JAHR“ wird der Missbrauchsfilter 49 ausgelöst, was jedoch nicht schlimm ist. Siehe: Spezial:Missbrauchsfilter/49
Dies ist eine Liste von im Jahr 1240 verstorbenen bekannten Persönlichkeiten. Die Einträge erfolgen innerhalb der einzelnen Daten alphabetisch sortiert. Tiere sind im Nekrolog für Tiere zu finden.

## Januar
| Tag        | Name                  | Beruf, bekannt als                                                                          | Alter | Beleg |
| ---------- | --------------------- | ------------------------------------------------------------------------------------------- | ----- | ----- |
| 17. Januar | Isabella von Pembroke | englische Gräfin, Gemahlin des 5. Earl of Hertford, erste Gemahlin des Richard von Cornwall | 39    |       |
| 23. Januar | Albert von Pisa       | italienischer Franziskaner                                                                  |       |       |
| 25. Januar | Pilgrim von Prag      | Bischof von Prag                                                                            |       |       |

## April
| Tag       | Name                 | Beruf, bekannt als             | Alter | Beleg |
| --------- | -------------------- | ------------------------------ | ----- | ----- |
| 11. April | Llywelyn ab Iorwerth | Fürst von Gwynedd in Nordwales |       |       |

## Mai
| Tag     | Name            | Beruf, bekannt als                                               | Alter | Beleg |
| ------- | --------------- | ---------------------------------------------------------------- | ----- | ----- |
| 1. Mai  | Ekkehard Rabil  | Bischof von Merseburg                                            |       |       |
| 1. Mai  | Jakob von Vitry | Kardinal und Autor eines lateinischen hagiographischen Berichtes |       |       |
| 24. Mai | Skule Bårdsson  | Gegenkönig in Norwegen                                           |       |       |

## Juni
| Tag      | Name                   | Beruf, bekannt als                       | Alter | Beleg |
| -------- | ---------------------- | ---------------------------------------- | ----- | ----- |
| 24. Juni | Heinrich I. von Meißen | Bischof von Meißen                       |       |       |
| Juni     | Germanos II. Nauplios  | Patriarch von Konstantinopel (1223–1240) |       |       |

## Juli
| Tag      | Name                             | Beruf, bekannt als               | Alter | Beleg |
| -------- | -------------------------------- | -------------------------------- | ----- | ----- |
| 22. Juli | John de Lacy, 1. Earl of Lincoln | englischer Magnat                |       |       |
| 24. Juli | Konrad von Thüringen             | Hochmeister des Deutschen Ordens |       |       |

## August
| Tag        | Name                | Beruf, bekannt als                                           | Alter | Beleg |
| ---------- | ------------------- | ------------------------------------------------------------ | ----- | ----- |
| 4. August  | Ludmilla von Böhmen | böhmische Prinzessin und durch Heirat Herzogin von Bayern    |       |       |
| 31. August | Raimund Nonnatus    | spanischer Heiliger und Kardinal (?) der katholischen Kirche |       |       |

## Oktober
| Tag         | Name               | Beruf, bekannt als | Alter | Beleg |
| ----------- | ------------------ | ------------------ | ----- | ----- |
| 17. Oktober | Robert von England | Bischof von Olmütz |       |       |

## November
| Tag          | Name                   | Beruf, bekannt als     | Alter | Beleg |
| ------------ | ---------------------- | ---------------------- | ----- | ----- |
| 16. November | Muhyī d-Dīn Ibn ʿArabī | islamischer Mystiker   | 75    |       |
| 16. November | Edmund Rich            | Philosoph und Theologe |       |       |

## Dezember
| Tag         | Name                 | Beruf, bekannt als                              | Alter | Beleg |
| ----------- | -------------------- | ----------------------------------------------- | ----- | ----- |
| 6. Dezember | Konstanze von Ungarn | zweite Ehefrau des böhmischen Königs Ottokar I. |       |       |

## Datum unbekannt
| Tag | Name                                  | Beruf, bekannt als                                                                                    | Alter | Beleg |
| --- | ------------------------------------- | --- | ----- | ----- |
|     | Abraham ben Samuel ibn Chasdai        | Übersetzer und hebräischer Dichter                                                                    |       |       |
|     | Johannes Dukas Batatzes               | byzantinischer Aristokrat, Neffe von Kaiser Johannes III. und Schwiegervater von Kaiser Michael VIII. |       |       |
|     | John FitzRobert                       | englischer Adliger                                                                                    |       |       |
|     | Balian Garnier                        | Graf von Sidon                                                                                        |       |       |
|     | Methodios II.                         | Patriarch von Konstantinopel                                                                          |       |       |
|     | Miroslawa von Pommerellen             | Prinzessin von Pommerellen und Herzogin von Pommern                                                   |       |       |
|     | Raziah                                | Sultanin von Delhi                                                                                    |       |       |
|     | Serapion                              | Mönch und Märtyrer                                                                                    |       |       |
|     | William de Warenne, 5. Earl of Surrey | 5. Earl of Surrey                                                                                     |       |       |